# Ylakiai
Ylakiai jsou městys v západní části Litvy, v severozápadním Žemaitsku, v Klajpedském kraji, 20 km na východ okresního města Skuodas, při silnici č. 170 Skuodas – Mažeikiai. Historické centrum městečka je městská památková rezervace. Ve městě je katolický kostel Božího zjevení svaté panence Marii, postavený roku 1899 (první byl postaven roku 1604. Dále je zde gymnázium, filiálka Skuodaské školy umění, knihovna (od roku 1948), pečovatelský dům, muzeum B. Jonuše (od roku 2004). Za městem je drůbežárna, 2 km na západ je Žemaitský botanický park (roku 1928 jej založil Izidorius Nevidanskas).
| 1897  | 1923 | 1959 | 1970 | 1977 | 1979  | 1985  | 1989  | 2001  |
| ----- | ---- | ---- | ---- | ---- | ----- | ----- | ----- | ----- |
| 1 367 | 999  | 874  | 835  | 810  | 1 084 | 1 114 | 1 216 | 1 165 |
|       |      |      |      |      |       |       |       |       |

## Slavní obyvatelé města, rodáci z blízkého okolí
- Jonas Švedas, (1908 – 1971) – skladatel
- Bronius Jonušas, (1899 – 1976) – kapelmistr, dirigent, pedagog, skladatel